# Celsoy
Celsoy település Franciaországban, Haute-Marne megyében. Lakosainak száma 92 fő (2022. január 1.). Celsoy Haute-Amance, Lecey, Orbigny-au-Mont, Plesnoy és Chatenay-Vaudin községekkel határos.

## Népesség
A település népességének változása:
| Lakosok száma | 110  | 72   | 90   | 104  | 113  | 111  | 105  | 102  | 101  | 92   |
|               | 1968 | 1982 | 1990 | 2006 | 2013 | 2015 | 2017 | 2019 | 2020 | 2022 |